# Міста Гаїті
Міста Гаїті.

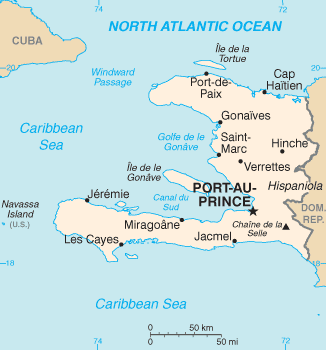
Мапа Гаїті

У Гаїті налічується понад 30 міст із населенням більше 10 тисяч мешканців. 1 місто має населення понад 1 мільйон, 8 міст - населення від 100 до 500 тисяч, 5 - від 50 до 100 тисяч, 7 - 25-50 тисяч.
Нижче перелічено 14 найбільших міст із населенням понад 100 тисяч
| Назва           | Населення (2022) |
| --------------- | ---------------- |
| Порт-о-Пренс    | 1 324 742        |
| Карфур          | 442 156          |
| Делмас          | 382 920          |
| Петьон-Вілль    | 283 052          |
| Пор-де-Пе       | 250 000          |
| Круа-дес-Букетс | 229 127          |
| Жакмель         | 137 966          |
| Леоган          | 134 190          |
| Ле-Ке           | 125 799          |
| Жеремі          | 97 503           |
| Мірагоан        | 89 202           |
| Гонаїв          | 84 961           |
| Сен-Марк        | 66 226           |
| Томазо          | 52 017           |

## Інші міста
- Акул-дю-Нор (3 454)
- Анс-а-Ву (1 731)
- Анс-а-Пітр (1 736)
- Белладер
- Веретт (48 724)
- Гран-Гоав
- Гран-Рив'єр-ду-Норд (8 836)
- Енш (7 178)
- Кап-Аїтьєн
- Квартьєр-Морін (1 299)
- Міребале (9 082)
- Петі-Гоав
- Сен-Луї-дю-Нор
- Фор-Ліберте